# Neal Mohan

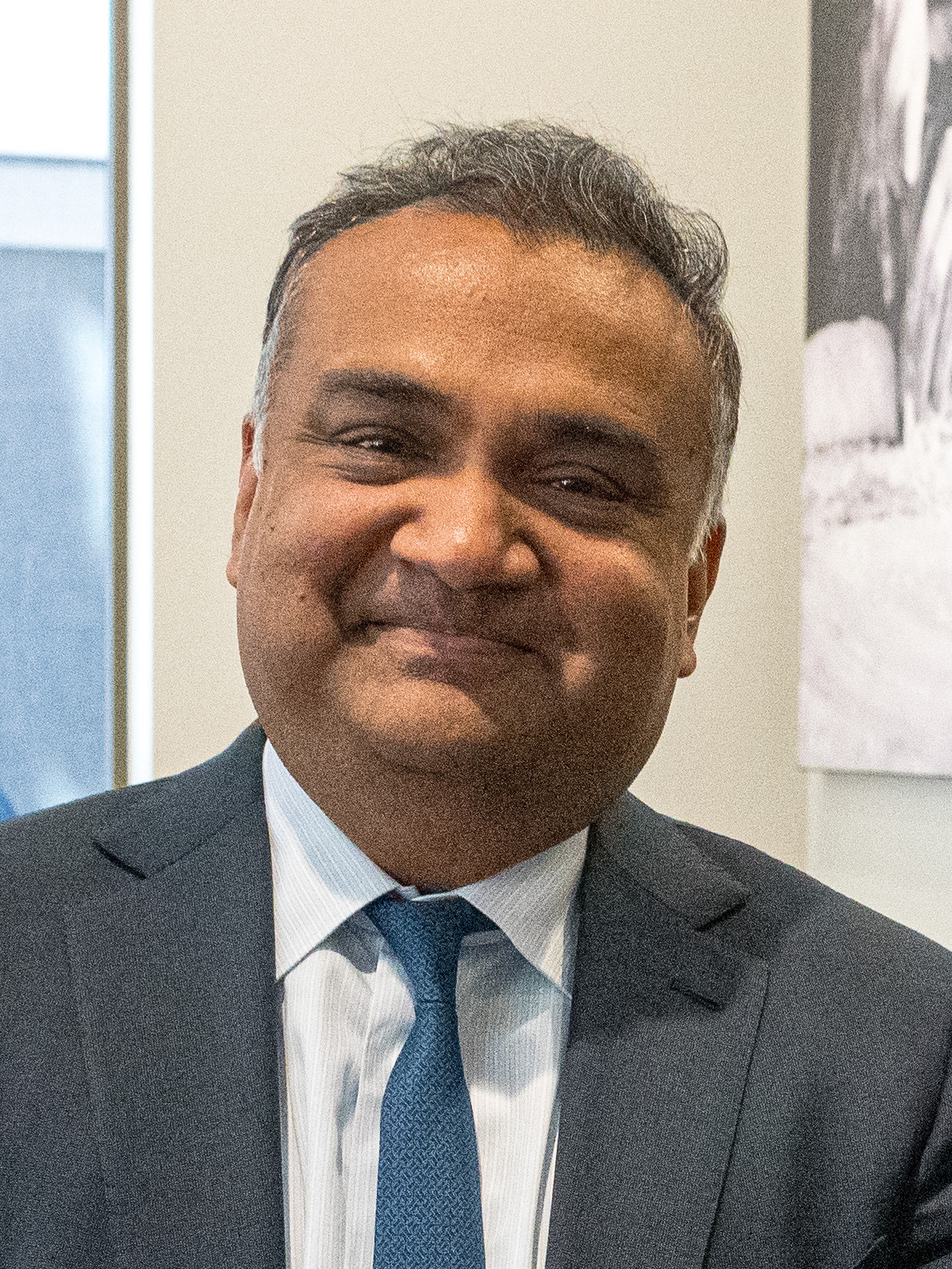
Neal Mohan (2019)

Neal Mohan (* 14. Juli 1973 in Lafayette, Indiana) ist ein indisch-US-amerikanischer Manager. Er ist seit Februar 2023 der Geschäftsführer (CEO) der Videoplattform YouTube. Er ist außerdem Mitglied des Board of Directors der Unternehmen Stitch Fix und 23andMe.

## Laufbahn
Mohan verbrachte seine Kindheit und Jugend in den Vereinigten Staaten und in Indien. Er besuchte die Stanford University und erwarb 1996 einen Bachelor (BA) in Elektrotechnik und später noch einen Master of Business Administration (MBA). Nach seinem Abschluss arbeitete Mohan für Accenture, das damals Arthur Andersen gehörte. 1997 trat er einem Start-up namens Net Gravity bei und wurde zu einer Schlüsselfigur in der Geschäftstätigkeit des Unternehmens. Als Net Gravity von DoubleClick übernommen wurde, übernahm Mohan auch bei DoubleClick eine Führungsposition. Am 13. April 2007 stimmte Google der Übernahme von DoubleClick für 3,1 Milliarden US-Dollar zu. Google-Managerin Susan Wojcicki hatte diese Übernahme weitgehend orchestriert. In den nächsten 15 Jahren arbeitete sie intensiv mit Mohan zusammen, der nach der Übernahme zu Google kam und eine Schlüsselrolle im Integrationsprozess von DoubleClick in das Mutterunternehmen spielte. Als Mitarbeiter von Google erregte Mohan das Interesse von anderen Technologieunternehmen wie Twitter und Facebook, weshalb Google ihm einen Bonus in Höhe von 100 Millionen US-Dollar zahlte, um ihn im Unternehmen zu halten.
Während seiner Zeit bei Google leitete Mohan 2010 die Übernahme von Invite Media im Wert von 85 Millionen US-Dollar durch Google. Vor seinem Wechsel zur Unternehmenstochter YouTube im Jahre 2015 war er Senior Vice President für Display- und Videoanzeigen bei Google. Als späterer Chief Product Officer von YouTube war er für die Einführung zahlreicher neuer Marken und Produkte verantwortlich, darunter YouTube Music, YouTube TV, YouTube Premium und YouTube Shorts. Nach dem Sturm auf das Kapitol in Washington 2021 sagte er vor einem Ausschuss des US-Kongress aus und nahm im September 2022 an einem Gipfel im Weißen Haus teil, um strengere Richtlinien zur Bekämpfung von Extremismus auf der Plattform anzukündigen.
Am 16. Februar 2023 wurde Mohan zum Nachfolger von Susan Wojcicki als neuer YouTube-CEO bestimmt.

## Privates
Mohan ist mit Hema Sareen Mohan verheiratet. Während seiner Zeit bei DoubleClick heiratete er seine Frau in New York in den 1990er Jahren.